# Störungstheorie
Als Störungstheorie (auch: Störungsrechnung) werden verschiedene mathematische Verfahren in der Physik bezeichnet, die sich durch eine gemeinsame Strategie auszeichnen: ein kompliziertes Problem wird zunächst so lange durch Ignorieren kleiner Einflüsse idealisiert, bis es auf ein Problem mit bekannter Lösung reduziert ist. Danach werden die zuvor ignorierten Einflüsse als kleine Störungen (Störgröße) wieder dem System hinzugefügt und eine Näherungslösung berechnet.

## Anwendungsbereiche
- Störungstheorie (allgemeine Relativitätstheorie)
- Störungstheorie (klassische Physik)
- Störungstheorie (Quantenmechanik)
- Störungstheorie (Quantenfeldtheorie)

Beispiele für weitere Anwendungsfälle oder Fachgebiete sind:
- Hochfrequenztechnik[3]
- Atomphysik[4]
- Møller–Plesset Störungsrechnung[5][6] (Quantenchemie bzw. theoretischen Chemie)

### Monografien
- Giuseppe Gaeta (Hrsg.): Perturbation Theory: Mathematics, Methods and Applications (= Encyclopedia of Complexity and Systems Science Series). Springer US, New York, NY 2022, ISBN 978-1-07-162620-7, doi:10.1007/978-1-0716-2621-4.
- Reza N. Jazar: Perturbation Methods in Science and Engineering. Springer International Publishing, Cham 2021, ISBN 978-3-03073460-2, doi:10.1007/978-3-030-73462-6 (englisch).
- Mark H. Holmes: Introduction to Perturbation Methods (= Texts in Applied Mathematics. Band 20). Springer New York, New York, NY 2013, ISBN 978-1-4614-5476-2, doi:10.1007/978-1-4614-5477-9 (englisch).
- Tosio Kato: Perturbation Theory for Linear Operators (= Classics in Mathematics. Band 132). Springer Berlin Heidelberg, Berlin, Heidelberg 1995, ISBN 978-3-540-58661-6, doi:10.1007/978-3-642-66282-9.
- Richard Bellman: Perturbation Techniques in Mathematics, Physics, and Engineering (= Edwin Hewitt [Hrsg.]: Athena Series – Selected Topics in Mathematics). Holt, Rinehart and Winston, 1964 (englisch, archive.org).

### Historisch
- Andreas Verdun: Leonhardi Euleri: Commentationes astronomicae ad theoriam perturbationum pertinentes, volumen tertium. Hrsg.: Publ. Bernoulli-Euler-Zent., vol. 7, Bernoulli-Euler-Gesellschaft. Basel 2022, doi:10.12685/publbez.7.2022 (englisch).

### Spezifische Literatur
Siehe die Artikel der Anwendungsbereiche.